# Die Bestie (1956)
Die Bestie ist ein Film-Noir aus dem Jahr 1956 des österreichisch-deutsch-amerikanischen Regisseurs Fritz Lang, den die RKO Pictures produzierten. Geschrieben wurde das Drehbuch von Casey Robinson. Der Film basiert auf dem Roman Die blutige Spur von Charles Einstein, der auf der Geschichte des Serienmörders William Heirens fußt, interessiert sich aber eher für eine Gruppe von Journalisten, die im Umfeld dieser Mordserie ihre Machtkämpfe und Intrigen austragen.

## Handlung
Der Medienmogul Amos Kyne stirbt und vererbt sein ganzes Unternehmen seinem als verwöhnt geltenden Sohn Walter. Dieser hat keine Ahnung vom Mediengeschäft und beschließt daher, das Unternehmen nicht selber zu führen und den neuen Posten des Geschäftsführers zu vergeben. Er entscheidet, dass derjenige seiner leitenden Mitarbeiter, der als erster eine exklusive Geschichte über den gerade in der Stadt sein Unwesen treibenden Serienmörder schreiben kann, den mächtigen Job als Geschäftsführer erhält. Es bricht ein Machtkampf zwischen dem Pressedienstchef Mark Loving, dem Chefredakteur Jon Day Griffith und dem Fernsehabteilungs-Chef „Honest“ Harry Kritzer aus.
Edward Mobley, Star-Journalist und Nachrichtensprecher des Senders, möchte sich hingegen aus dem Machtkampf heraushalten. Mobley hatte auch schon die Bitten von Amos Kyne abgelehnt, sein Nachfolger zu werden, da er die Verantwortung fürchtete. Sein alter Freund Griffith bittet Mobley inständig, da dieser beste Kontakte zur Polizei und zu dem Mordermittler Kaufman pflegt, und so mischt er sich auf Griffiths Seite ein. Auch Mark Loving möchte Informationen von Mobley erhalten und bittet seine Freundin, die Kolumnistin Mildred Donner, auf Tuchfühlung mit diesem zu gehen. Harry Kritzer wiederum scheint sich nicht in die Suche nach dem Serienmörder einzumischen. Er vertraut stattdessen auf seine alte Freundschaft mit Walter und eine heimliche Affäre mit Walters Frau Dorothy, die bei ihrem Mann für ihn als Geschäftsführer werben soll.
Nach einem neuen Mordfall denken sich Mobley und Lieutenant Kaufman einen Plan aus: Mobley macht eine Fernsehansprache, in der er den Serienkiller, den sogenannten Lipstick Killer, provoziert und ihn unter anderem ein frauenhassendes Muttersöhnchen nennt. Der zusehende Mörder Robert Manners, der tatsächlich einen Mutterkomplex hat, möchte sich an Mobley rächen. Zur selben Zeit wird Mobleys Verlobung mit Nancy, der Sekretärin von Mark Loving, in der Zeitung bekannt gegeben. Wie erhofft heftet sich der Mörder an die Fersen von Nancy, die von der Zivilpolizei bewacht wird. Er nutzt eine kurze Abwesenheit der Polizei und will in Nancys verschlossene Wohnung eindringen, doch sie macht ihm nicht auf. Frustriert stürzt er sich auf die Frau, die in die Nachbarwohnung geht – ausgerechnet Dorothy Kyne, die hier ihr geheimes Liebesnest mit Harry Kritzer hat. Dorothy kann sich wehren und rettet sich in Nancys Wohnung, während der Mörder flüchtet. Nach einer Verfolgungsjagd kann die Polizei ihn unter Mithilfe von Mobley fassen.
Durch die Informationen von Mobley kann Griffith sich einen Vorteil verschaffen und gestaltet eine Extra-Ausgabe über den Serienmörder. Allerdings hat die Kolumnistin Mildred Donner inzwischen herausgefunden, dass Dorothy Kyne und Harry Kritzer in der Wohnung eine Affäre hatten. Unter Vermittlung von Mildred droht Kritzer dem sehr um seinen guten Ruf bedachten Kyne damit, die Affäre seiner Frau bekannt zu machen, zugleich verspricht er die Affäre zu beenden, falls er den Posten des Geschäftsführers bekäme. Durch diese Intrige erhält Kritzer den Posten des Geschäftsführers. Als Mobley und Griffith später resigniert in der Stammkneipe der Journalisten die Ereignisse diskutieren, gibt Mobley seine Kündigung bekannt. Er geigt auch dem anwesenden Kyne seine Meinung und kritisiert dessen kleinmütiges Handeln. Mit dieser Offenheit gewinnt Mobley auch Nancy wieder für sich. Sie hatte sich zwischenzeitlich abgewandt, da Mobley zuvor im betrunkenen Zustand teilweise auf die Avancen von Mildred Donner eingegangen war.
In der Schlussszene sieht man Edward Mobley und Nancy während ihrer Flitterwochen in Florida. Durch die Zeitung erfahren sie, dass Griffith nun doch Geschäftsführer werden soll, außerdem Kritzer und Mildred Donner degradiert wurden. Mobley soll hingegen, trotz seiner Kündigung, Griffith als Chefredakteur nachfolgen. Kyne war offenbar durch Mobley Kritik ins Nachdenken gekommen. Das Paar küsst und ignoriert ein klingelndes Telefon.

## Hintergrund
Die im Film dargestellte Stadt soll New York sein, gedreht wurde der Film allerdings in Los Angeles. Dabei stellten Straßenbahnen (mit Treppen und Stromabnehmern für eine Oberleitung) der Pacific Electric im Belmont-Tunnel unter der Innenstadt von Los Angeles die Züge der New Yorker U-Bahn dar.
Fritz Lang selbst hielt While the City Sleeps für einen seiner besten Filme. Seiner Meinung nach müssten Filme immer etwas Kritisches und etwas Dokumentarisches haben, und unter diesen Gesichtspunkten halte er While the City Sleeps für sehr interessant.

## Kritiken
Zu einem eher mittelmäßigen Urteil gelangt der Evangelische Film-Beobachter: „Kriminalfilm um einen psychopathischen Frauenmörder, spannend in Szene gesetzt, jedoch im Gesamtwerk Fritz Langs nicht über den Durchschnitt hinausragend.“ Noch negativer urteilt das Lexikon des Internationalen Films: „Zynische Menschendarstellung und psychologische Ungereimtheiten in einem verwickelten Kriminaldrama, das zu Langs schwächsten US-Filmen zählt.“
Bei US-amerikanischen Filmkritikern der Gegenwart hat sich While the City Sleeps hingegen inzwischen viel Respekt verschafft. Dennis Schwartz nannte While the City Sleeps „den unterschätztesten unter den großen Filmen Langs, mehr ein Sozialkommentar als ein einfaches Kriminaldrama.“ Bemerkenswerterweise würde der gestörte Serienmörder in einem freundlicheren Licht gezeigt werden als die karrieresüchtigen Zeitungsleute, die für „Macht, Eitelkeit und Geld“ ihren „Selbstrespekt“ wegwerfen würden. Auch für Emanuel Levy ist es einer der besten Lang-Filme der 1950er-Jahre, der bereits auf „zukünftige Trends“ im Noir-Genre deute. While the City Sleeps sei nur vordergründig ein Kriminalfilm, in Wirklichkeit gehe es um die Macht der Medien, die zu einem Konglomerat aus Fernsehen, Nachrichtendienst und Zeitung geworden seien.
Dave Kehr bezeichnete es als „zynischen Twist auf Langs berühmten M“, wenn der Sexualmörder der sympathischste Charakter werde und Lang die Journalisten auf giftige Weise porträtiere. Jonathan Rosenbaum nannte es den ähnlichsten Film zu M in Langs restlicher Filmografie und bemerkte, der Film konzentriere sich weniger auf den Serienmörder als auf die Journalisten, die dessen Taten für ihre Zwecke ausnutzten. Rosenbaum nahm While the City Sleeps auch 1998 in seine persönliche Liste seiner 100 besten amerikanischen Filme auf, die er aus Protest über die Konventionalität der Liste der 100 besten amerikanische Filme des American Film Institute erstellte.
„War Citizen Kane 1941 ... noch ein Film der Roosevelt-Ära und als solcher (auch) eine eindringliche Warnung vor der Verbindung eines narzißtischen Charakters mit massenmedialer Macht, stellt Lang 1956 in While the City Sleeps diese Verbindung gewissermaßen als in Jedermann endgültig vollzogen fest. Es ist daher auch keine ‚Kontamination‘ mehr, wie sie Frieda Grafe noch bei The Big Heat festgestellt hat. Vielmehr durchwirkt nun die individuelle Psychologie der Charles Foster Kanes, medial immer wieder aufs Neue hervorgebracht, die gesamte Gesellschaft und fällt mit dieser in eins. Orson Welles' Citizen Kane und Fritz Langs While the City Sleeps sind daher, im Zusammenhang betrachtet, zwei aneinander anschließende Schlüsselwerke des amerikanischen Kinos. So wie Lang bereits mit Dr. Mabuse, der Spieler und Das Testament des Dr. Mabuse den Weg der Weimarer Republik in einen gesellschaftlichen Abgrund als ein Geflecht von Indizien ausgebreitet hat, so haben Citizen Kane und While the City Sleeps den möglichen Weg Amerikas in einen Abgrund vorgezeichnet, der in dieser Gesellschaft selbst angelegt ist – und im narzißtischen Charakter der Stars und Oligarchen (und ihrer Anhänger) alter und neuer Medien ist dieser mittlerweile machtvolle Wirklichkeit geworden.“